# Про таке не говорять
Про таке не говорять (англ. No One Is Talking About This) — дебютний роман американської поетеси Патриції Локвуд, що вийшов 2021 року. Він  одночасно вийшов у Сполучених Штатах і Великій Британії у видавництвах Riverhead і Bloomsbury відповідно. В центрі роману неназвана жінка, яка надзвичайно активна в соціальних мережах. Після народження племінниці її життя змінюється.
Після виходу роман отримав визнання критиків і велику увагу з боку засобів масової інформації, журналів, літературних журналів та інших ЗМІ. Коментатори порівнювали його стиль, тон і зміст з творами інших американських і британських письменників 20-го століття, такими як Вільям Фолкнер, Джеймс Джойс, Вірджинія Вулф і Джоан Дідіон; цей роман також визнано продуктом спадщини Джейн Остін. Чимало критиків назвали його сучасним шедевром і витонченим витвором. Він став однією з найбільш рецензованих і відзначених книжок року.
Роман став фіналістом Букерівської премії 2021 року, увійшов до «10 найкращих книг 2021 року» The New York Times і отримав премію Ділана Томаса 2022 року. 2024 року The Atlantic додав його до списку 136 книг  (починаючи з 1925 року), які називали «Великим американським романом».

## Зміст
Книжка поділена на дві частини. Вона розповідає про взаємодію неназваної героїні з віртуальними платформами, мовою та етикетом, які вона називає «порталом». Зірка соціальних мереж, яка прославилася своїми вірусними публікаціями на кшталт «Чи можуть собаки бути близнюками?», вона подорожує світом, щоб зустрітися зі своїми шанувальниками, і їй платять за виступи про Інтернет. Це нагадує те, як сама Локвуд читала лекції про вплив Інтернету. Ця перша половина «вдало передає життя, яке переважно проходить онлайн — з його порожньою культурою, що  притупляє свідомість та викликає звикання»; а потім раптово це життя перевертає невідкладна сімейна криза.
У романі використано потік свідомості та інші модерністські, поетичні та експериментальні прийоми. Його перша половина не має традиційного сюжету. Натомість він складається з коротких твітів, які, здається, мало пов’язані один з одним у хронологічному плані. У журналі Harper's Magazine критик Крістіан Лоренцен назвав стиль роману «віртуальним реалізмом».
Друга половина, яку Локвуд назвала автофікшеном, становить собою сімейну трагедію, в якій дитина сестри головної героїні народжується з рідкісним розладом. Це відображення реальних подій, пов’язаних із племінницею Локвуд Леною, - першою людиною, у якої внутрішньоутробно діагностували синдром Протея. У романі досліджуються концепції горя, сприйняття, свідомості та постійності. Головна героїня має зіткнутися з трагедією, яка розгортається на стику між реальним і цифровим світом.

## Розроблення та публікація
2018 року Локвуд прочитала лекцію під назвою «Як нам писати зараз?» для видавництва Tin House з Орегону. В есеї йдеться про вплив Інтернету на творчий процес. Роман «Про таке не говорять», дещо конкретизує думку цього есею.
У лютому 2021 року видавництво Riverhead Books опублікувало книжку «Про таке не говорять». Одночасно вона вийшла у видавництві Bloomsbury у Великій Британії, де була предметом 10-стороннього аукціону, і її замовили для перекладу понад десятком мов. Локвуд почала писати роман 2017 року, після публікації своїх мемуарів "Priestdaddy", а закінчина на початку 2020 року, працюючи переважно на iPhone. Книжка починалася як щоденник, написаний від третьої особи. Уривки з'являлися в The New Yorker і London Review of Books.

## Прийняття
Після виходу роман отримав визнання й став предметом численних критичних і культурних дебатів. За даними агрегатора рецензій Book Marks, це була одна з найбільш рецензованих англомовних книг 2021 року; вона отримала «позитивний» консенсус на основі п’ятдесяти однієї рецензії критиків: тридцяти однієї «захопливої», тринадцяти «позитивних» і семи «змішаних». На Books in Media, іншому вебсайті, який об’єднує відгуки критиків на книжки, книжка отримала рейтинг  (3,84 з 5), на основі десяти відгуків критиків.

### Порівняння та вплив
Пишучи для The New York Review of Books, Клер Віллс похвалила роман як «хитромудрого спадкоємця соціально-літературного стилю Остін — роман спостереження, переплетений зі спогадами про сімейну кризу та написаний як вірш у прозі, насичений метафорами». У The Seattle Times Емма Леві порівняла його структуру та стиль оповіді з «Шумом і люттю» Вільяма Фолкнера, тоді як Моллі Янг з Нью-Йорка провела паралелі з Володимиром Набоковим, «не стільки у стилі, скільки в настрої, у цій винятковій здатності сприймати дари, печалі й безглуздя існування».
«Локвуд прагне зобразити не просто розум через мову, як це робив Джойс, — писала Александра Шварц з The New Yorker, —  а те, що вона сама називає «розумом»: колективною свідомістю, що линяє, яка зливається з унікальною свідомістю її героїні». Для Chicago Tribune Джон Ворнер зауважив: «Вона створила роман із життя, як Джойс понад століття тому», порівнюючи книгу з «Уліссом».
У змішаній рецензії для Los Angeles Times Гілларі Келлі написала, що роман «Про таке не говорять» — «або геніальний твір, або жахливе випробування на витривалість», порівнявши його з романами Вірджинії Вулф : «Хвилі» майстерні, але є причина, чому ми читаємо «Місис Делловей» набагато більше». У самій книжці Локвуд є пряме посилання на книжку Вулф «До маяка», з якою вона має спільні естетичні та онтологічні проблеми.
Геллер МакАлпін з NPR назвала його «тур де форс, який нагадує Джоан Дідіон ... "Схилившись до Вифлеєму" ».

### Подальші оцінки
Шарлотта Ґодду з Vanity Fair сказала: «Читаючи роман «Про таке не говорять», виникає відчуття, що Локвуд більше, ніж будь-яка інша людина на землі, звернула увагу на те, як це – бути живим просто зараз».
Рон Чарльз з The Washington Post назвав Локвуд «майстринею приголомшливої лаконічності у висвітленні абсурдностей, які ми вже лінуємося помічати», а саму книжку — «запаморочливим досвідом, блискуче виписаним, але водночас цілком спустошливим». У The New York Times Джоумана Хатіб писала, що роман «Про таке не говорять» «досліджує такі потрясіння й скорботу, які майже неможливо висловити словами», тоді як Мерве Емре для The New York Times Book Review помітила, що він «перетворює все потворне й дешеве в онлайн-культурі... на досвід піднесеності». Кореспондентка The Wall Street Journal Емілі Бобров назвала роман «хитрим» та «інтимним і зворушливим портретом любові та горя».The Boston Globe високо оцінив «піднесену емоційну силу» книжки.
Для The Atlantic Джордан Кіснер визнав, що роман «Про таке не говорять» «електризує з ніжністю» та «є великим успіхом». На Bookforum Одрі Воллен назвала його «приголомшливим записом пустот і чудес самої мови». The Guardian, The Telegraph і New Statesman оголосили книжку «шедевром».

### Нагороди та досягнення року
Роман внесли до списку «Визначні книги року» 2021 року за версією The New York Times, це список, який охоплює 100 творів у різних форматах. Крім того, The New York Times назвала її однією з 10 найкращих книжок 2021 року. Локвуд — єдина письменниця, художні та публіцистичні твори якої The New York Times обрали як 10 найкращих книг року. За чотири роки до того Priestdaddy була в такому ж списку 2017 року, тож вона також тримає рекорд за найкоротший проміжок часу між повторними появами в цьому списку.
Згідно з принаймні одним із цілісних оглядів, цей роман потрапив до більшої кількості книжкових списків року, ніж будь-який інший роман 2021 року, випередивши «Пісні кохання WEB Du Bois», Crossroads і Harlem Shuffle; зокрема й резонансних списків, створених The Washington Post, TIME, NPR, The Telegraph, The Times і The Guardian. Емілі Темпл з Literary Hub зібрала вичерпну та всебічну оцінку ставлення критиків до літератури з 2021 року, назвавши його «Списком найкращих книг 2021 року»; вона визначила, що загалом 19 основних журналів і видань прямо назвали цю книжку критичною або важливою роботою року на власних платформах. Вона поділила перше місце з книжкою Патріка Раддена Кіфа «Імперію болю: Таємна історія династії Саклерів» за найбільшу популярність серед усіх книжок року за цим критерієм.
2024 року The Atlantic вніс роман «Ніхто не говорить про це» у список великих американських романів, який охоплює 136 романів, починаючи з 1925 року, від «Великого Гетсбі» до сучасних видань, як-то «Коротка історія семи вбивств» і «Архів втрачених дітей».

## Нагороди
Роман «Про таке не говорять» отримав премію Ділана Томаса 2022 року та був фіналістом інших великих нагород, зокрема Букерівської премії та Жіночої літературної премії.
Фонд Букерівської премії, обґрунтовуючи вибір короткого списку, назвав його «щирим і чарівно непристойним любовним листом до цієї нескінченної смужки прокручування та медитацією про любов, мову і людські зв'язки». Серед окремих коментарів: «Тріумф книжки полягає в тому, що вона викликає настільки широкий спектр емоційних відкриттів і дорослішання в межах несприятливого середовища онлайн-балаканини», — сказав суддя Букера Ровен Вільямс. «Ми залишаємося з питанням про процеси, за допомогою яких мова розширюється, щоб впоратися з безмежністю змінюваних людських відносин і сприйняття на межі крайнощів».
| Рік      | Нагорода                                           | Категорія | Результат        | Прим.  |
| -------- | -------------------------------------------------- | --------- | ---------------- | ------ |
| 2021 рік | Букерівська премія                                 | —         | У шорт-листі     | [ 28 ] |
| 2021 рік | Премія Центру художньої літератури за перший роман | —         | У шорт-листі     | [ 29 ] |
| 2021 рік | Жіноча премія за художню літературу                | —         | У шорт-листі     | [ 30 ] |
| 2022 рік | Премія Ділана Томаса                               | —         | Перемога         | [ 31 ] |
| 2022 рік | Міжнародна Дублінська літературна премія           | —         | У довгому списку | [ 32 ] |

## Переклад українською
2024 року у видавництві «Темпора» вийшов український переклад роману. Перекладач — Максим Нестелєєв.